# Kazachse voetbalbeker 2009
2009 was het achttiende seizoen van de Beker van Kazachstan. De 28 deelnemende ploegen streden van 25 april t/m 15 november in een knock-outsysteem. De achtste, kwart- en halve finales bestonden uit een heen- en een terugwedstrijd.

## Eerste ronde
De wedstrijden werden gespeeld op 25 april 2009.
| Thuisclub                  | Uitslag        | Uitclub               |
| -------------------------- | -------------- | --------------------- |
| Aqjayıq FK Oral            | 2-3            | Atıraw FK             |
| Aqtöbe-Jas FK              | 0-3            | Qaysar FK Qızılorda   |
| Ayjarıq FK Şımkent         | 1-2            | Jetisu FK Taldıqorğan |
| Bolat-AMT FK Temirtaw      | 0-5            | Qazaqmıs FK Sätbaev   |
| Gefest FK Saran            | 0-2            | Lokomotïv FK Astana   |
| Ile-Saulet FK Ötegen Batır | 0-2            | Vostok FK Öskemen     |
| Kaspïy FK Aqtaw            | 1-5            | Aqtöbe FK             |
| OSŞÏOSD FK Taraz           | 1-2            | Ordabası FK Şımkent   |
| Namıs FK Astana            | 0-0 (4-5 n.s.) | Oqjetpes FK Kökşetaw  |
| Qayrat FK Almatı           | 0-1            | Qızıljar FK Petropavl |
| Spartak FK Semey           | 1-4            | Ertis FK Pavlodar     |
| Suñqar FK Qaskeleñ         | 0-1            | Tobıl FK Qostanay     |
| Şaxter FK Qarağandı        | 3-1            | Ekibastuz FK          |
| Turkistan FK               | 0-4            | Taraz FK              |

## Achtste finale
De wedstrijden werden gespeeld op 20 mei & 23 juni 2009.
| Thuisclub           | Uitslag | Uitslag | Uitclub               |
| ------------------- | ------- | ------- | --------------------- |
| Aqtöbe FK           | 1-0     | 1-2     | Lokomotïv FK Astana   |
| Ertis FK Pavlodar   | 3-0     | 0-1     | Ordabası FK Şımkent   |
| Qazaqmıs FK Sätbaev | 1-3     | 0-2     | Qaysar FK Qızılorda   |
| Şaxter FK Qarağandı | 4-1     | 5-1     | Oqjetpes FK Kökşetaw  |
| Taraz FK            | 1-1     | 2-2     | Tobıl FK Qostanay     |
| Vostok FK Öskemen   | 0-1     | 4-1     | Qızıljar FK Petropavl |
| vrijgeloot          |         |         | Jetisu FK Taldıqorğan |
| vrijgeloot          |         |         | Atıraw FK             |

## Kwartfinale
De wedstrijden werden gespeeld op 27 augustus/17 september/3 oktober & 18 oktober 2009.
| Thuisclub           | Uitslag | Uitclub |                       |
| ------------------- | ------- | ------- | --------------------- |
| Taraz FK            | 0-1     | 0-1     | Jetisu FK Taldıqorğan |
| Qaysar FK Qızılorda | 0-1     | 0-4     | Atıraw FK             |
| Aqtöbe FK           | 2-1     | 4-0     | Vostok FK Öskemen     |
| Ertis FK Pavlodar   | 1-1     | 0-3     | Şaxter FK Qarağandı   |

## Halve finale
De wedstrijden werden gespeeld op 7 & 11 november 2009.
| Thuisclub             | Uitslag | Uitslag  | Uitclub             |
| --------------------- | ------- | -------- | ------------------- |
| Aqtöbe FK             | 1-0     | 0-2 n.v. | Şaxter FK Qarağandı |
| Jetisu FK Taldıqorğan | 0-2     | 1-2      | Atıraw FK           |

## Finale
|                               |           |       |                     |                                                                              |
| 15 november 2009, 17:00 UTC+6 | Atıraw FK | 1 - 0 | Şaxter FK Qarağandı | Astana Arena Toeschouwers: 20.000 Scheidsrechter: Aydın Raxïmbaev (Kırbanov) |
| 15 november 2009, 17:00 UTC+6 | Zıbko 34' | KFF   |                     | Astana Arena Toeschouwers: 20.000 Scheidsrechter: Aydın Raxïmbaev (Kırbanov) |